# Ольштин

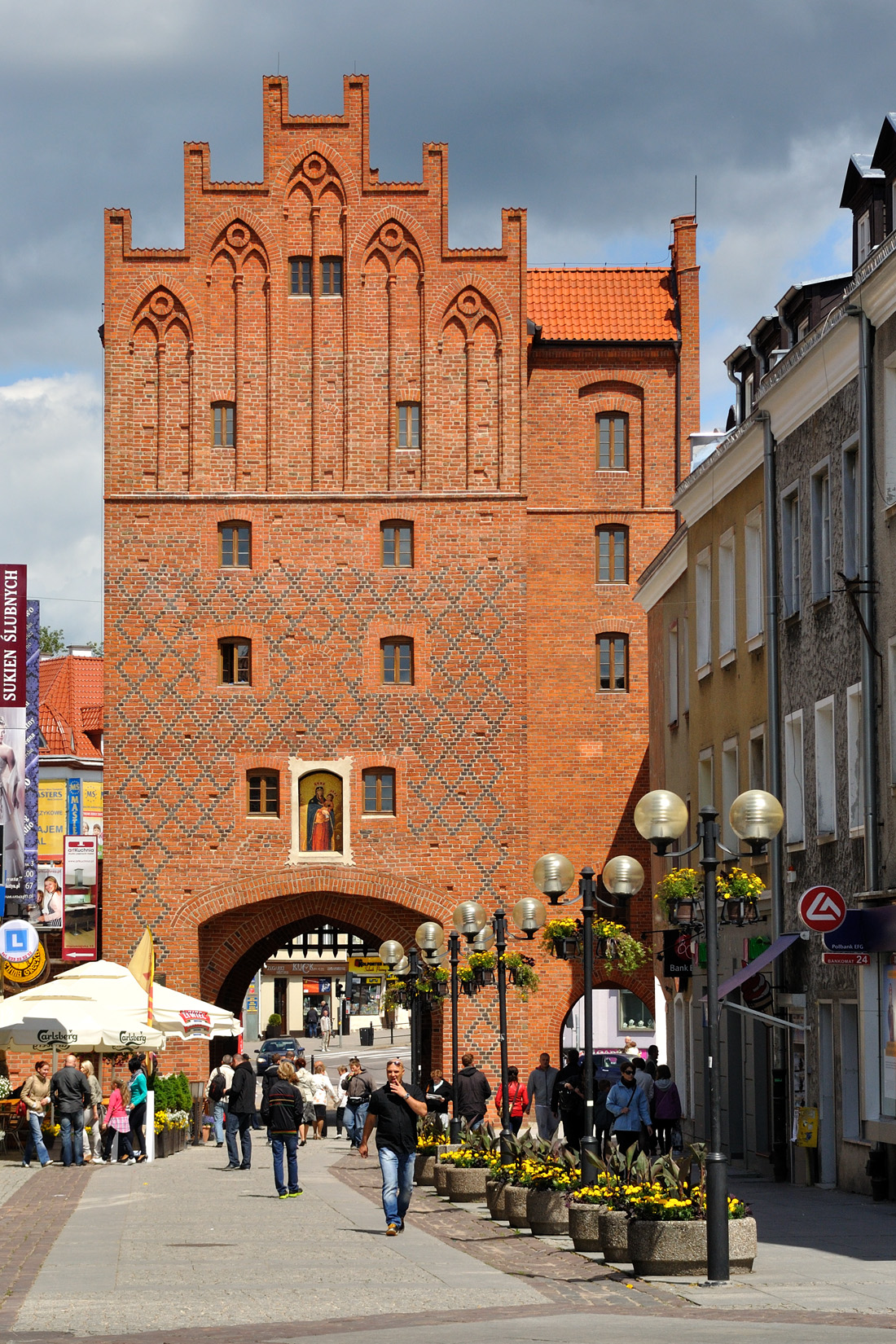
Ольштин, Старе місто — Висока Брама

О́льштин (пол. Olsztyn, до 1945 нім. Allenstein, давньопольськ. Holstin) — найбільше місто і столиця Вармінсько-Мазурського воєводства. Ольштин розташований у південній частині Вармії над річкою Лина (пол. Łyna).
Через Ольштин протікають ще дві річки — Вадонг (пол. Wadąg) і Кортувка (пол. Kortówka). В межах міста знаходиться також 15 озер, які займають 8,25 % території.
Населення: 174 473
Ольштин — важливий туристичний осередок.

## Історія

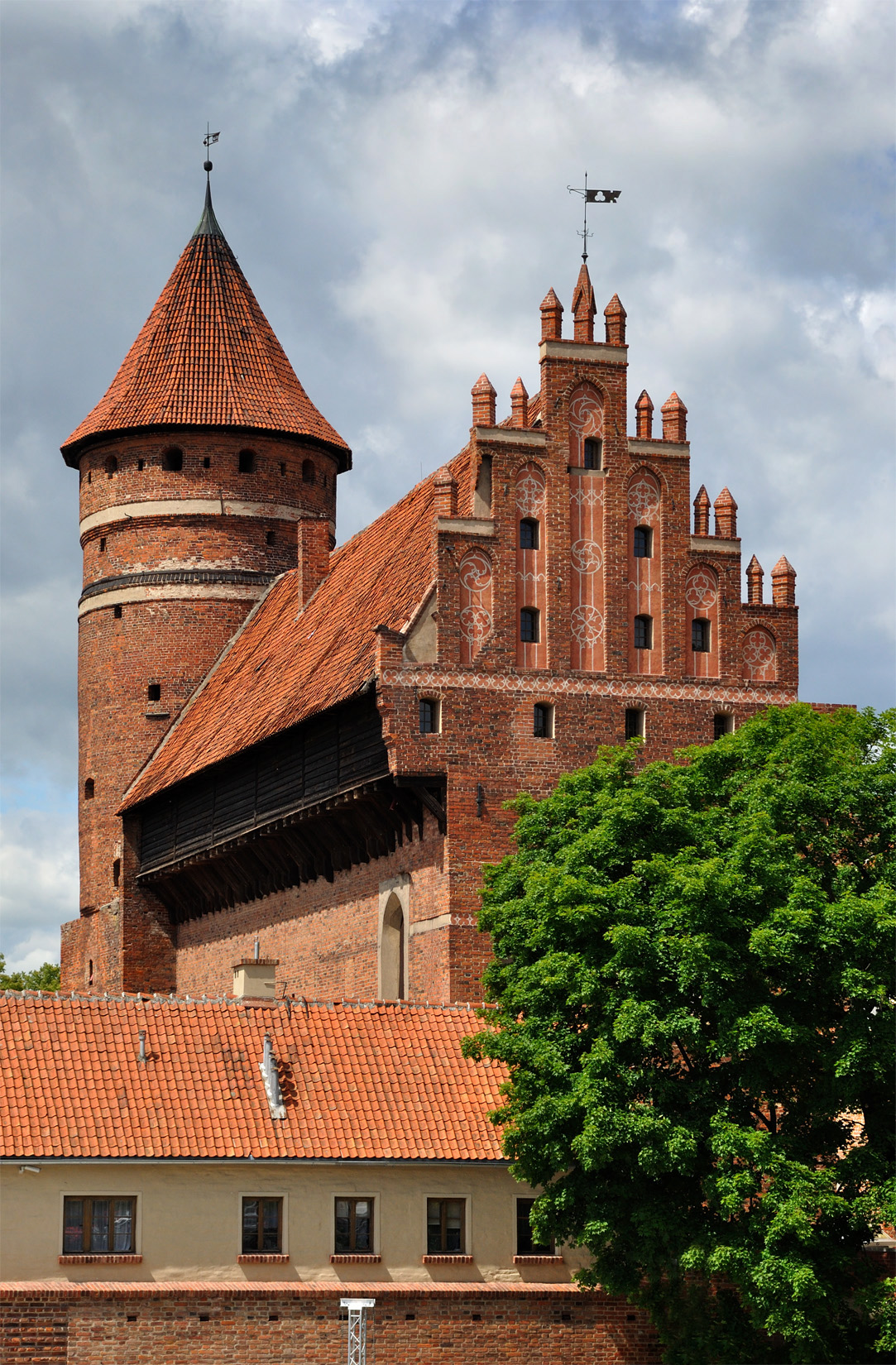
Ольштинський замок

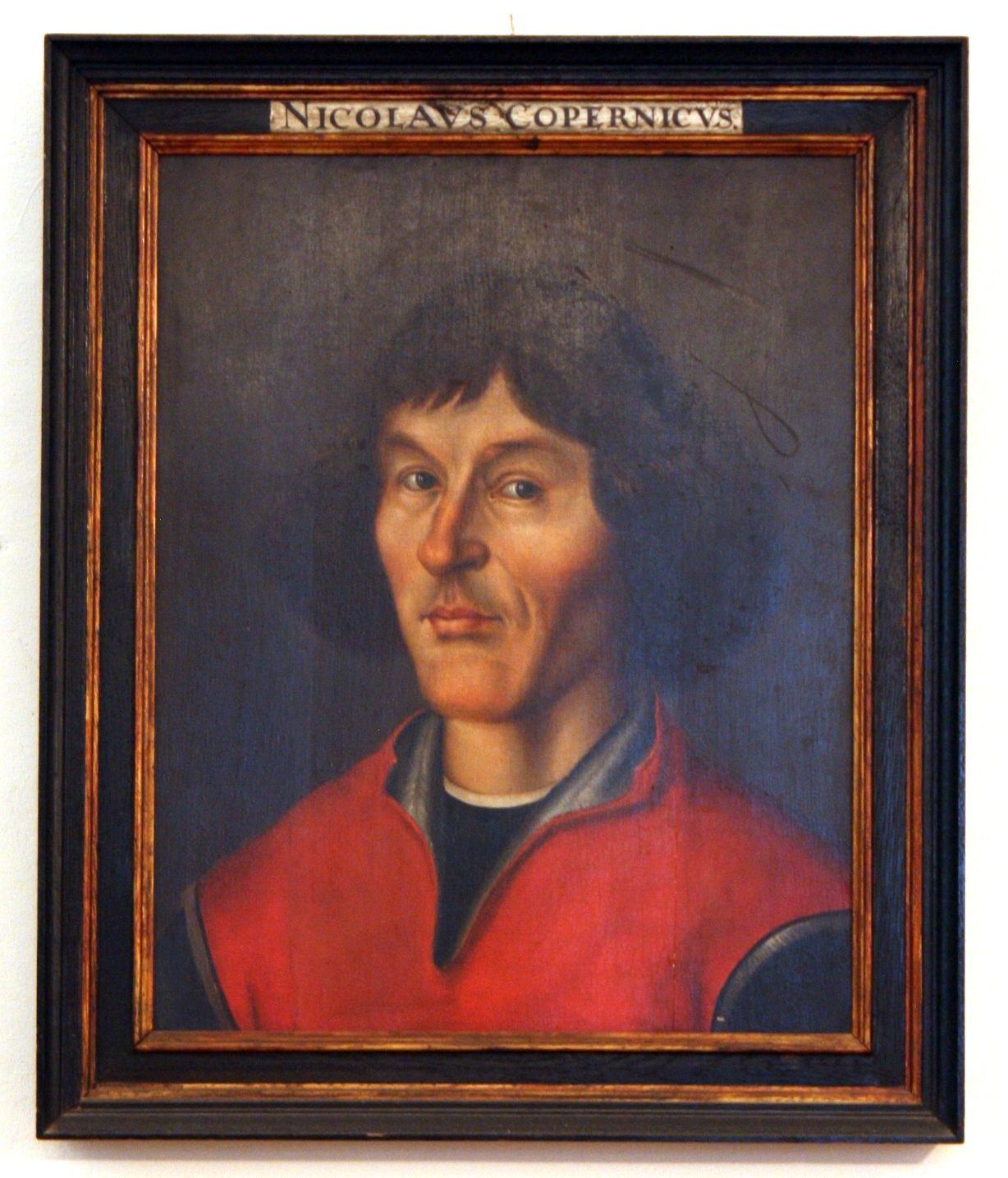
Миколай Коперник жив у замку у 1516–21 рр.

Перша згадка про місто походить з 1334 року, коли Генріх фон Лютер спорудив над річкою дерев'яно-земляне укріплення «Allenstein». Міські права надала 31 жовтня 1353 р. капітула Вармінської дієцезії, єпископ Йоган з Майсена. Першим бургомістром став Йоган з Лайс. Протягом 1347—1353 років було збудовано замок, костел Якова Апостола (1370—1380), закладено сітку вулиць, фортифікації. Місто вступило 1440 р. до Пруської конфедерації міст, а внаслідок мирного трактату з Торуня 1466 р. з Вармією потрапило під зверхність польського королівства, як частина Королівської Прусії.
В ніч з 21-22 січня 1945 р. радянські війська з півдня увійшли в Ольштин і після невеликих боїв захопили залізничний вокзал. Окрім боїв за вокзал у самому місті не було більшого опору. Вперті бої почалися лише на лінії річки Вадонг на північ від Ольштина, де німці створили лінію оборони. Бої тут точились 22-23 січня. До 24 січня район Ольштина був повністю захоплений. У місто прийшов новий — польський час.
3 травня 1947 р. до Ольштина прибув перший транспорт депортованих по акції «Вісла» українців.

## Освіта і наука
Ольштин — це найбільший освітній осередок у воєводстві та один з найбільших у північній Польщі. У місті існують:
- 43 дитсадки (серед яких 14 непублічних);
- 30 початкових шкіл (серед яких 3 непублічні);
- 25 гімназій (серед яких 1 непублічна);
- 28 загальноосвітніх ліцеїв (серед яких 14 непублічних);
- 1 художній ліцей;
- 9 профільованих ліцеїв;
- 11 технікумів (серед яких 1 непублічний);
- 8 професійних шкіл (серед яких 1 непублічна);
- 47 шкіл середнього рівня після ліцеїв (серед яких 37 непублічних);
- 2 музичні школи (I і II рівнів);
- 8 осередків професійного навчання та додаткового вишколу (серед яких 7 непублічних);
- 6 осередків вишколу вчителів (серед яких 4 непублічні);
- 67 інші школи та осередки навчання (серед яких 17 непублічних);
- 1 непублічний реабілітаційно-виховний едукаційний осередок;
- 5 консультаційних пунктів психологічно-педагогічних (серед яких 1 непублічний).

### Вищі навчальні заклади
Першим вищим навчальним закладом у місті була, створена 31 травня 1950 р. на території району Кортова, Вища рільнича школа. 1 вересня 1969 р. її переіменували на Рільнічо-Технічну академію. Внаслідок поєднання 1 вересня 1999 р. Вищої педагогічної школи, Рільничо-Технічної академії та Вармінського теологічного інституту виник Вармінсько-Мазурський університет, у якому навчається понад 35 тис. студентів.
У Ольштині 6 вишів:
- Вармінсько-Мазурський університет УВМ (тут існує факультет української мови — україністика);
- Вища школа інформатики та економіки ТВП;
- Ольштинська вища школа ім. Юзефа Русецького;
- Ольштинська вища школа інформатики і управління ім. Тадеуша Котарбінського;
- Вища духова семінарія вармінської метрополії «Госіанум»;
- Вармінсько-Мазурський університет третього віку;

### Дослідницько-наукові одиниці
Науковою і дослідницькою діяльністю, крім вишів, займаються:
- Центр східних досліджень;
- Інститут розплоду тварин і досліджень їжі Польської академії наук;
- Інститут риболовлі ім. Станіслава Саковича;
- Центр наукових досліджень ім. Войцеха Кентшинського.

## Культура
У місті є планетарій.

### Театри
Найбільшим ольштинським театром є Драматичний театр ім. Стефана Ярача, заснований 1925  р.
У Ольштині знаходиться також Ольштинський театр ляльок, заснований у 1953 р. та Ольштинська пантоміма.

### Музика
Тут було започатковано український фолк-рок-гурт «Беркут» (2004) та польський гурт Big Day (ансамбль).

## Демографія
Демографічна структура станом на 31 березня 2011 року:
|          | Загалом | Допрацездатний вік | Працездатний вік | Постпрацездатний вік |
| -------- | ------- | ------------------ | ---------------- | -------------------- |
| Чоловіки | 81462   | 14801              | 58232            | 8429                 |
| Жінки    | 93183   | 14030              | 58804            | 20349                |
| Разом    | 174645  | 28831              | 117036           | 28778                |

## Транспорт

### Автобус
На початок 2020-х місто обслуговує  автобусна мережа з 36 автобусних маршрутів, що має 6 приміських і 2 нічні маршрути.

### Тролейбус
З 1939 року до 31 липня 1971 року діяла тролейбусна мережа.

### Залізничний транспорт
Ольштин-Головний — головна залізнична станція міста, звідки курсують потяги до Варшави, Гданська, Щецина, Познані, Бидгоща, Ілави, Дзялдово та Елки.

### Трамвай

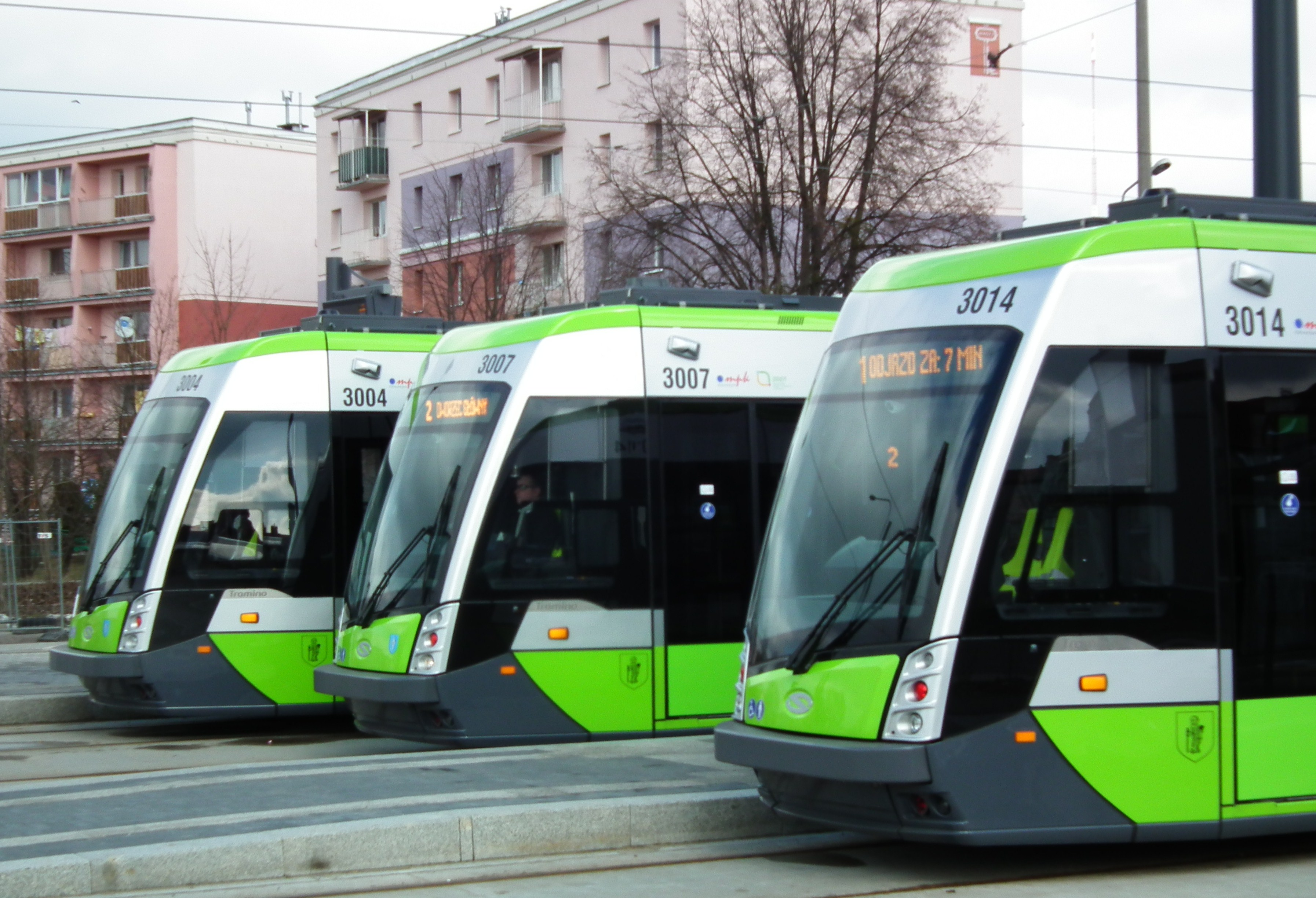
Трамвайну мережу в Ольштині знову відкрито у грудні 2015 року

Історично перша трамвайна лінія міста була побудована в 1907 році і з роками поступово розширювалася. Проте в 1965 році припинила свою діяльність.
В 2011 — 2015 роках було побудовано трамвайну мережу довжиною 11 км. 
Контракт було підписано в 2011 році, а будівництво розпочато в 2012 році.

Це була перша нова трамвайна мережа, побудована в Польщі за 55 років; 15 низькопідлогових трамваїв Tramino було замовлено у Solaris у вересні 2012 року.

На початок 2020-х діє 3 трамвайні лінії.

Планується розширення завдовжки 6 км, турецького виробника Durmazlar було обрано для постачання 24 трамваїв для мережі.

### Авіаційний транспорт

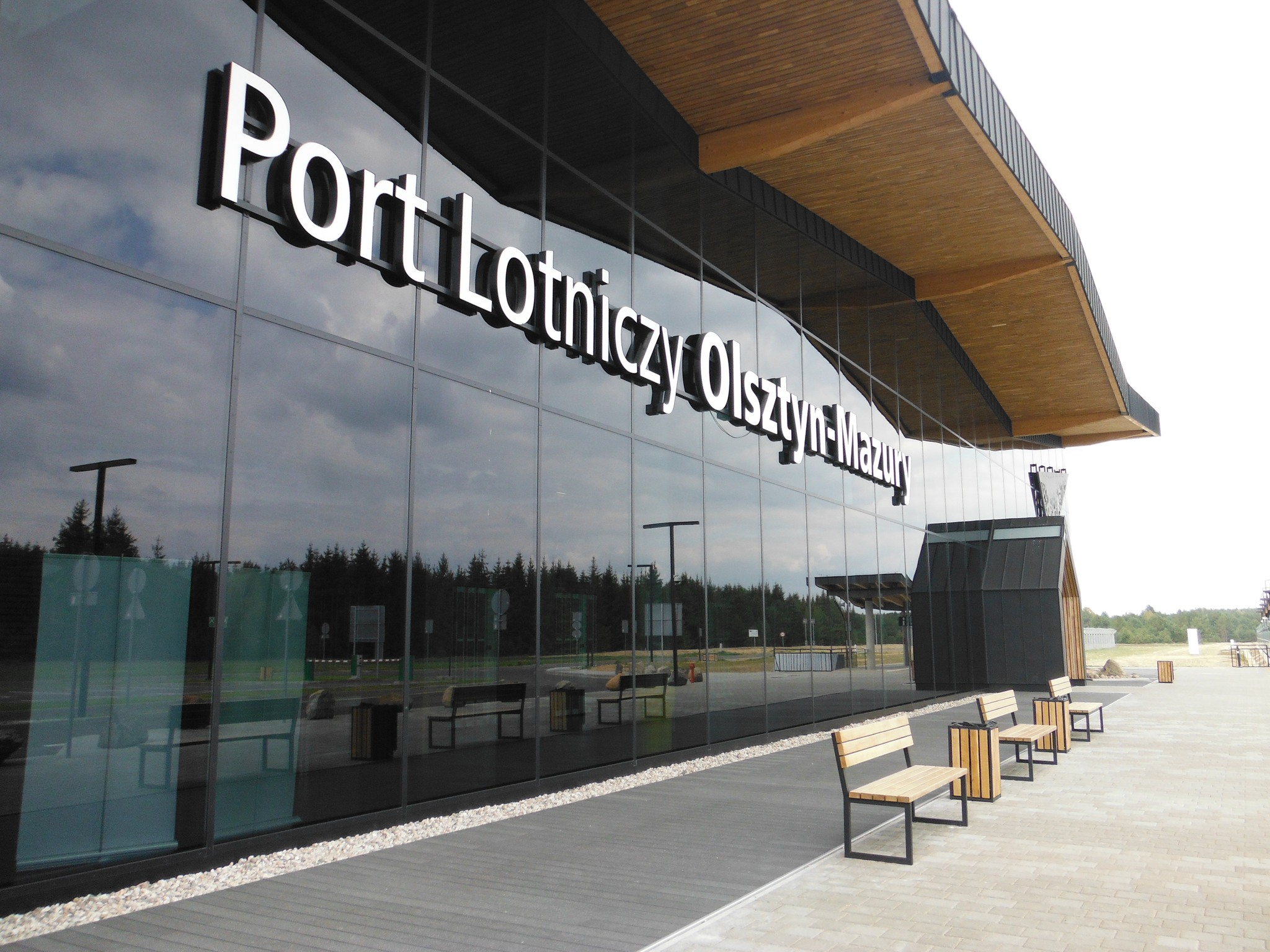

Місто та околиці обслуговує аеропорт Ольштин-Мазури з регулярними міжнародними пасажирськими рейсами. 
Він розташований у Шиманах, за 10 км від Щитно та за 58 км на південь від міста Ольштин. 
З аеропорту здійснюють рейси до Лондона, Дортмунда, Львова, Кракова та Бургаса.

## Релігія
У місті свої храми мають різні релігійні спільноти. Між іншими:
- Католицька церква;
- Українська греко-католицька церква;
- Православна церква;
- Протестанти;
- Свідки Єгови;
- Баптисти;
- Буддисти;

## Українці в Ольштині
До 1947 р. перебування українців в Ольштині було лише епізодичним. Зокрема, відомо що 1807 р. в кафедральному соборі Якуба французи утримували полонених з прусської і російської армії (серед яких були українці), які спалили на опалення усе оздоблення храму. Були українці і в складі 2-ї російської армії Олександра Самсонова, яка просуваючись в Східну Пруссію, 27 серпня 1914 р. на два дні зайняла Ольштин.
При алеї I Dywizji Wojska Polskiego 31 знаходиться цвинтар солдатів російської армії з Першої світової війни. Тут на спільних могилах встановлено камінь з німецьким написом, таблички по російськи і німецьки та хрест.  Кількість похованих у цих могилах не відома. Інший військовий цвинтар розміщений на вул. I Dywizji Wojska Polskiego 11. Тут також поховано солдатів російської армії з Першої світової (91), польських солдат, які померли в Кортовському лазареті (у с. Кортово) та радянських солдатів (4262 чоловіки). В усіх цих категоріях можна відшукати українців.
Наступною українською сторінкою історії Ольштина є депортація в околиці міста українців в рамках акції «Вісла» в 1947 р., а також діяльність апарату терору — Управління безпеки комуністичної Польщі (УБ) та радянського апарату терору — НКВС. 3 травня 1947 р. до Ольштина прибув перший транспорт депортованих в ході акції «Вісла» українців. Ольштин  був місцем сортування українців, люди розділялися за категоріями небезпеки для влади.
В Ольштині зберіглася низка будівель, пов'язаних з комуністичним апаратом терору. Головна будівля комуністичної польської служби безпеки — УБ розташовувалася в будинку по вул. Dąbrowszczaków 44. Зберігся будинок, де розташовувалася в'язниця УБ на aleja Marszałka Józefa Piłsudskiego 3. Зберігся також арешт УБ на вул. Warszawska між номерами 101 та 103. Загалом НКВС та УБ в Ольштині займалися німцями та вармяками, проте розпрацьовувалися також українці. Зокрема, Михайло Вальницький (Гонта) мав допит в УБ в Ольштині. Тут він дав свідчення щодо відомої співпраці АК та УПА на Холмщині, зокрема, відносно відомих перемовин в присілку Жар біля Гути-Ружанецької.
Поступово українці з навколишніх сільських місцевостей збиралися до Ольштина. Після 1956 р. українське життя трохи поправилося. Наразі в Ольштині знаходиться центр активності українців на теренах Вармінсько-Мазурського воєводства. Офіційно станом на 2010 р. в Ольштині постійно мешкало близько 3 тис. українців.
Перші греко-католицькі богослужіння проходили в костелі францисканців на вул. Stanisława Wyspiańskiego 4. З 2000 р. діє греко-католицька церква Покрову Пресвятої Богородиці біля залізничного вокзалу на вул. Lubelska, 12. Українська Греко-католицька церква є найбільшим осередком українців в Ольштині. Церква у 2020р. була удостоєна до ранги Катедрального Собору та осередку єпископа. Біля храму знаходиться пам'ятники Голодомору та акції Вісла.
Що стосується депортованих православних українців, то їх нащадки пов'язані з православною церквою Покрови Богородиці на Aleja Wojska Polskiego 38. Парафія ж розташовується за адресою Aleja Wojska Polskiego 71/5. Біля православної церкви у 2001 р. був встановлений хрест в пам'ять про акцію «Вісла» 1947 р.
В Ольштині діє міський гурток Об'єднання українців в Польщі, садиба якого знаходиться в старовинному будинку по вул. Wyzwolenia 2/8.
28 квітня 2004 р. в залі Осередка наукових досліджень в Ольштині по вул. Partyzantów, 87 відкрилася вистава „Поляки-Українці 1939-1947 рр.” Урочистість супроводжувала Міжнародну наукову конференцію „Польсько-Українська спадщина”, організованої Університетом Вармії і Мазур в Ольштині осередком наукових досліджень імені Войцеха Кентшинського, Об’єднанням українців у Польщі та товариством сільський театр Węgajty. 
11-14.10.2006 р. в Ольштині проходили сесії наукової конференції «Греко-католицька церква на Вармії і Мазурах у контексті минулого і суспільно-політичних змін в Польщі»: 11.10. – прес-конференція – Інститут політичних наук Вармінсько-Мазурського університету, вул. Szrajbera, 11; 13.10. – Гуманістичний центр Вармінсько-Мазурського університету, вул. Kurta Obitza, 1, Ольштин-Кортово II, Aula Teatralna (зал №146); 14.10. – служба в Покровській церкві УГКЦ в Ольштині на вул. Lubelska, 12. А о 18-00 того ж дня концерт церковної музики в Вармінсько-Мазурський філармонії. Учасники конференції мешкали у готелі «Gromada» (вже не функціонуючий), plac Konstytucji 3 Maja, 4.
Українські діти навчаються в звичайних польських школах. В другій повинні дня вони вчать українську мову та ходять на лекції української мови а також відвідують уроки релігії, які проводяться українською мовою. Так заняття проходять в двох ольштинських школах: початковій № 22 і гімназії № 7.
В Ольштині діє дитячий вокальний ансамбль «Сузір'ячко».
Варто згадати також театр ім. Стефана Ярача — місце регулярного проведення Днів українського театру.

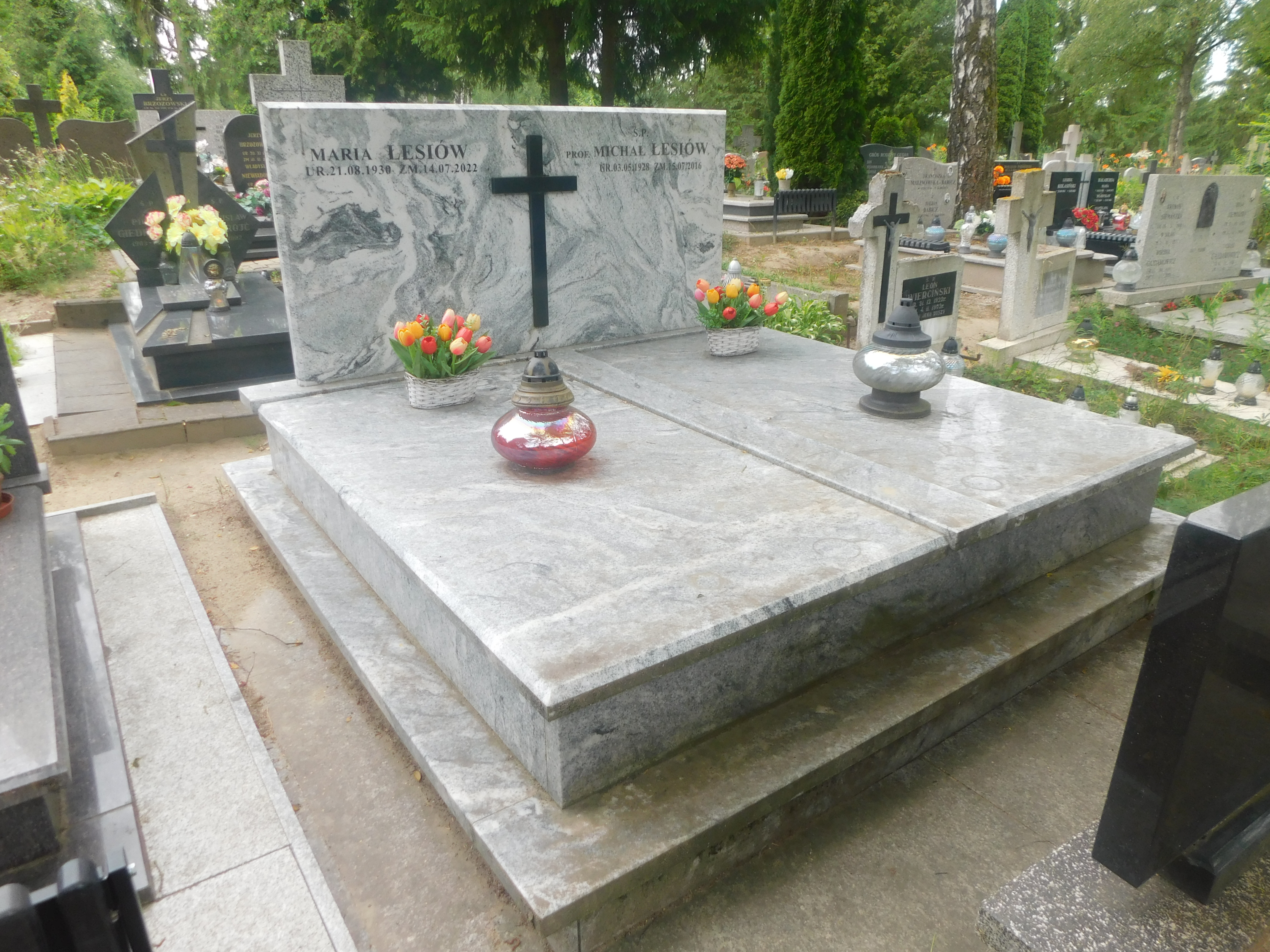
Могила Михайла Лесіва та його дружини Марії у Ольштині на цвинтарі на вул. Poprzeczna, фото 2024 р.

В сучасному Ольштині наявні такі вулиці українського походження:
- вул. Богуна;
- вул. Тараса Шевченка. На цій вулиці (скоріше провулку) 13.03.2011 р. встановлено меморіальну дошку. Дошка розміщена на будинку Ольштинського центру громадських організацій, який знаходиться на вулиці, яка від серпня 2008 р. носить ім'я Тараса Шевченка. Дошку для Ольштина виготовили у партнерському місті Луцьк з ініціативи Вармінсько-Мазурського відділу Об'єднання українців в Польщі, яким керує Стефан Мігус. Оказією для відкриття дошки була 190 річниця народження і 150 річниця смерті Тараса Шевченка;
- вул. Брацлавська (від м. Брацлав на Поділлі).

Радіо «Ольштин» регулярно випускає передачу для української меньшості.
В місті діє український ресторан «Dumka» по вул. Bolesława Limanowskiego 13.
В Ольштині на цвинтарі на вул. Попшечна похований український мовознавець Михайло Лесів (03.05.1928-15.07.2016): сектор 36, ряд 7, поховання 8.

## Міста партнери
Серед 10 міст партнерів Ольштина є м. Луцьк (згідно з угодою від 19 грудня 1997 року). Серед активних учасників партнерства є товариство Культури польської на Волині, Товариство пошановувачів Волині й Полісся, Союз українців в Польщі.

## Відомі люди

### Народилися
- Войцех Плохарський (* 1964) — польський журналіст, автор, композитор, мандрівник.
- Павел Давидович (* 1995) — польський футболіст.
- Здзіслав Отелло Городецький (* 1948) — польський живописець, графік.